# バラク・オバマの広島訪問

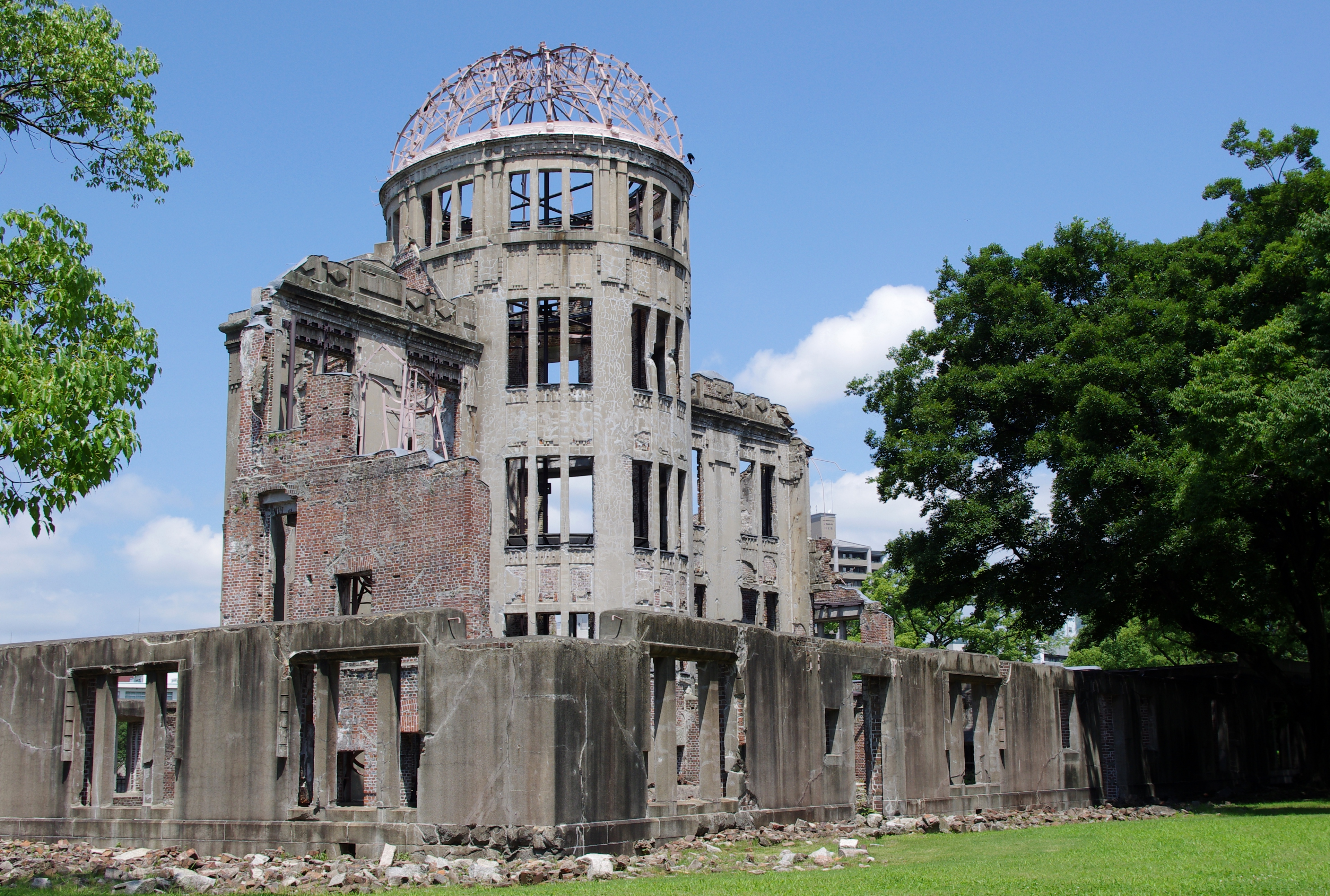
オバマが元安川対岸で説明を受けた世界遺産（世界文化遺産）・原爆ドーム（2010年撮影）。

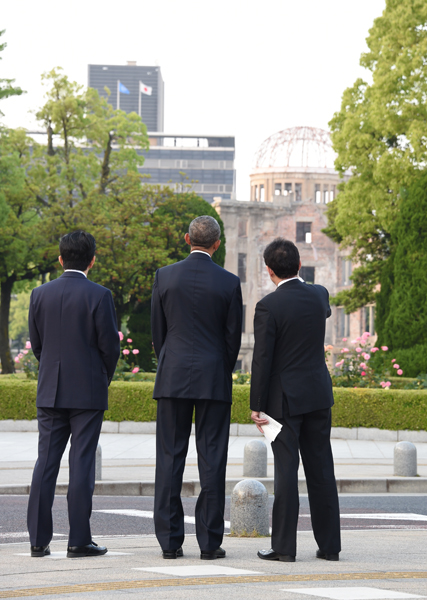
左から順に、安倍・オバマ・岸田が原爆ドームを臨む

バラク・オバマの広島訪問（バラク・オバマのひろしまほうもん）は、2016年5月27日に第44代アメリカ合衆国大統領バラク・オバマがアメリカによって原子爆弾を投下された広島を訪問し、核兵器の廃絶を訴えた出来事について記す。同国によって核兵器が投下された日本の都市へ現職のアメリカ合衆国大統領が訪問するのは初めてのことである。

## 概要
オバマは伊勢志摩サミット出席後の2016年5月27日、内閣総理大臣の安倍晋三とともに広島県広島市中区の広島平和記念公園を訪問し、広島平和記念資料館を10分程度視察後、慰霊碑に献花し、17分にわたって「核兵器のない世界」に向けた所感を述べた。
オバマに続いて安倍も所感を述べた後、オバマが被爆者代表2名と対話したり抱擁を交わした。オバマは1時間ほど滞在した。

## 訪問実現までの経緯

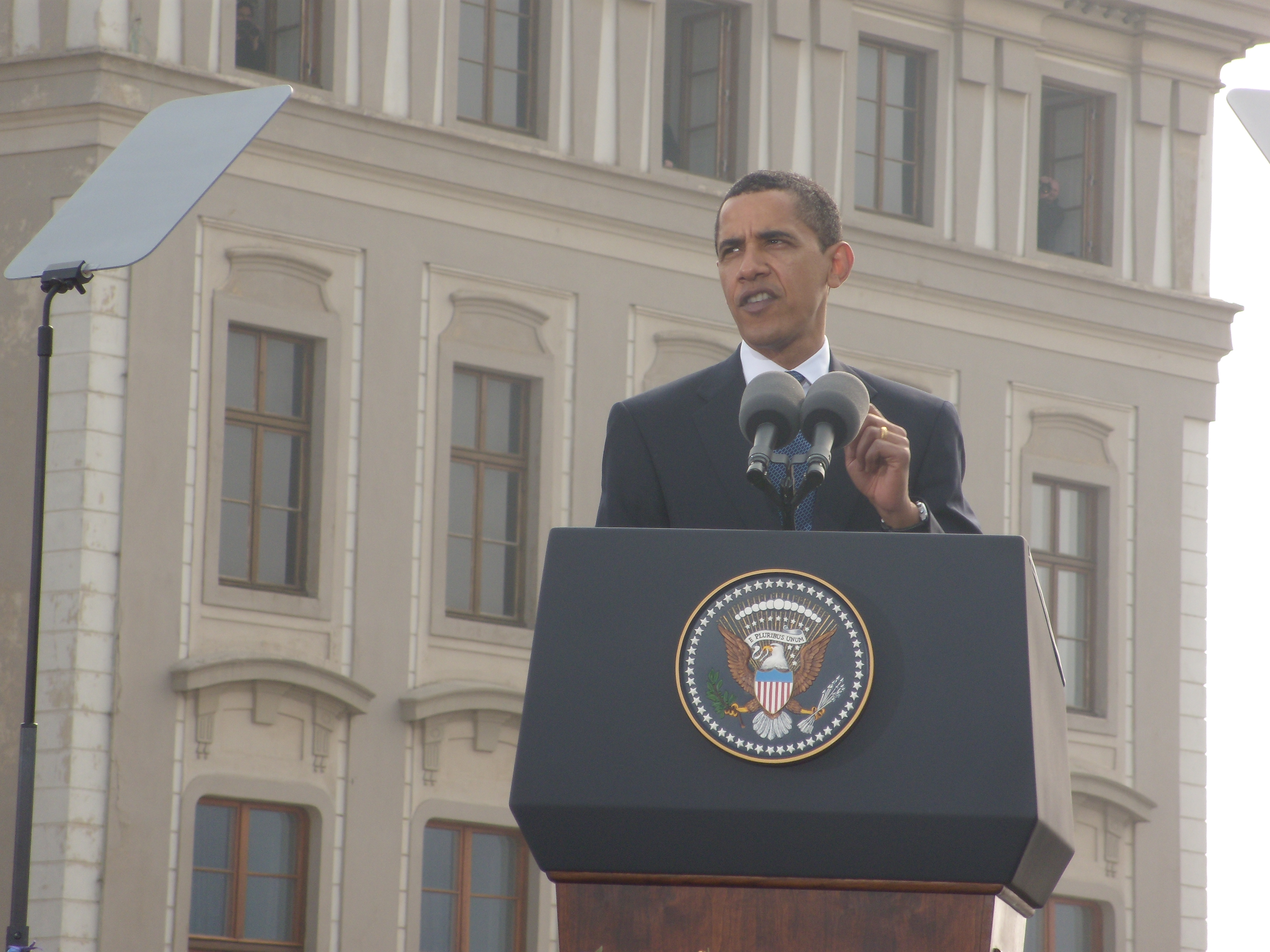
オバマ大統領のプラハ演説（2009年4月5日）

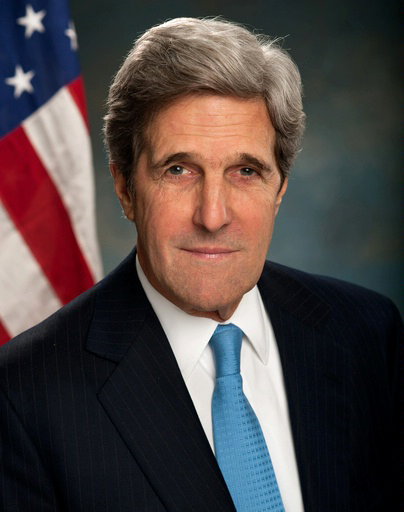
アメリカ合衆国国務長官ジョン・ケリー

2008年アメリカ合衆国大統領選挙でバラク・オバマが当選し、2009年1月20日に大統領に就任した。オバマは2009年4月5日、欧州連合との初の首脳会議のためにチェコの首都であるプラハを訪れ、その際に演説を行い、アメリカは世界で唯一核兵器を使用したことのある核保有国として、行動を起こす責任があるとし、核兵器のない世界の実現に向け牽引すると明言した（プラハ演説）。この演説はオバマが同年のノーベル平和賞を受賞する要因の一つともなった。
その後、2009年11月にオバマが大統領として初来日することが決定するが、その3ヶ月前の8月28日にアメリカのジョン・ルース駐日大使と薮中三十二外務事務次官が会談を行い、その中で薮中がアメリカ合衆国大統領が広島を訪れるのは時期尚早であり、大騒ぎしない形での簡素な訪問にとどめれば象徴的な意義はあるかもしれないと見解を述べた。この会談の様子を伝える外交公電が在日アメリカ大使館によって作成され、アメリカ外交公電ウィキリークス流出事件によって2011年に一般に知られることとなった。2009年11月、オバマは大統領として初めて日本を訪問。大統領任期中に被爆地を訪問できれば光栄であると述べたが、この時は訪れることはなかった。
2010年8月6日、広島平和記念式典にルースがアメリカの駐日大使としてはじめて参加。2014年の平和記念式典には、ルースの後任のキャロライン・ケネディが出席した。2015年4月17日にケネディは広島を再訪し、原爆慰霊碑に献花を行っている（なお、ケネディは1978年1月、20歳の時に叔父のエドワード・ケネディ上院議員とともに広島の平和記念公園を訪れ、被爆者とも面会している）。
2015年夏、翌年のG7外務大臣会合の開催地に広島が決定し、外務大臣の岸田文雄と外務事務次官の斎木昭隆はケネディとの面談で、オバマらが広島を訪問した場合でも日本は謝罪を求めない考えや、現職のアメリカ合衆国大統領が被爆地を訪問することは核廃絶を世界に強くアピールすることに繋がるであろうという見解を伝えた。アメリカ合衆国大統領の広島訪問を実現させる上で、日本による謝罪要求がアメリカ側の最大の懸念点であると認識していた日本側は、まずこの点を払拭することに務めた。こうした経緯を経て、ケネディは本国に戻った際にオバマに直接広島を訪問することの意義や日本国内の空気を説明した。
2015年8月6日、ホワイトハウス報道官ジョシュ・アーネストが、オバマの広島訪問について将来の可能性を排除しないとしながらも任期中の広島訪問について慎重姿勢を表明。2016年3月30日、アメリカ合衆国国務次官ローズ・ゴットモーラーが、読売新聞に対してホワイトハウスが伊勢志摩サミットに合わせたオバマの広島訪問を慎重に検討していることを明らかにした。3月31日、オバマはワシントンD.C.を訪れた安倍に対し、日米関係が更に良くなる努力をすることを考えていきたいと表明した。
2016年4月2日、岸田がG7外務大臣会合においてアメリカ国務長官のジョン・ケリーを含む各国の外務大臣が平和記念公園を訪れることを発表。4月11日、ケリーが広島平和記念公園を訪問し、広島平和記念資料館（原爆資料館）の展示内容は衝撃的で胸をえぐられるようだとコメントした。これが現職のアメリカ合衆国閣僚並びに国務長官として初の平和記念公園への訪問だった。しかしオバマの広島訪問の可能性については実現を望みつつ可能性は不明とした。そしてアメリカ政府はケリーの広島訪問が国内世論に与える影響を見極め、保守派寄りのワシントン・ポスト、リベラル寄りのニューヨーク・タイムズが両紙揃ってオバマの広島訪問を後押しする社説を掲載し、日本の侵略行為を批判する保守派からもオバマが被爆者を慰霊すること自体には異論を唱えないなど、ホワイトハウスはオバマの広島訪問が世論の理解を得られると判断し、実現に向け動き出した。
4月22日、官房長官の菅義偉は記者会見で日米両政府間でオバマの広島訪問を調整しているという事実はなく、アメリカが決めるべきことであるとした。同時に、世界の指導者が被爆の実情に触れることで、核廃絶への機運が高まるとの認識も示した。しかし水面下では日米間でオバマの訪問に向けた調整が進み、4月下旬にはほぼ訪問が固まった。安倍はオバマの訪問に同行することを望み、サミット議長記者会見の予定時間を若干繰り上げることを検討。また当日の広島の日の入りが午後7時以降であることから、オバマの訪問を夕方に遅らせることも決定した。
5月10日、ホワイトハウスはオバマが伊勢志摩サミットに合わせ、安倍とともに広島を5月27日に訪問すると発表した。その場では核兵器のない世界の平和、安全保障のため継続的に深く関わっていくことを強調する一方、原爆投下については謝罪しないことも発表された。日本政府もオバマの広島訪問を正式に発表し、5月11日に菅はオバマの広島訪問は核廃絶のための国際的な機運を盛り上げる、極めて重要な歴史的機会であるとして歓迎の意向を表明した。

## 行事

### 参列者

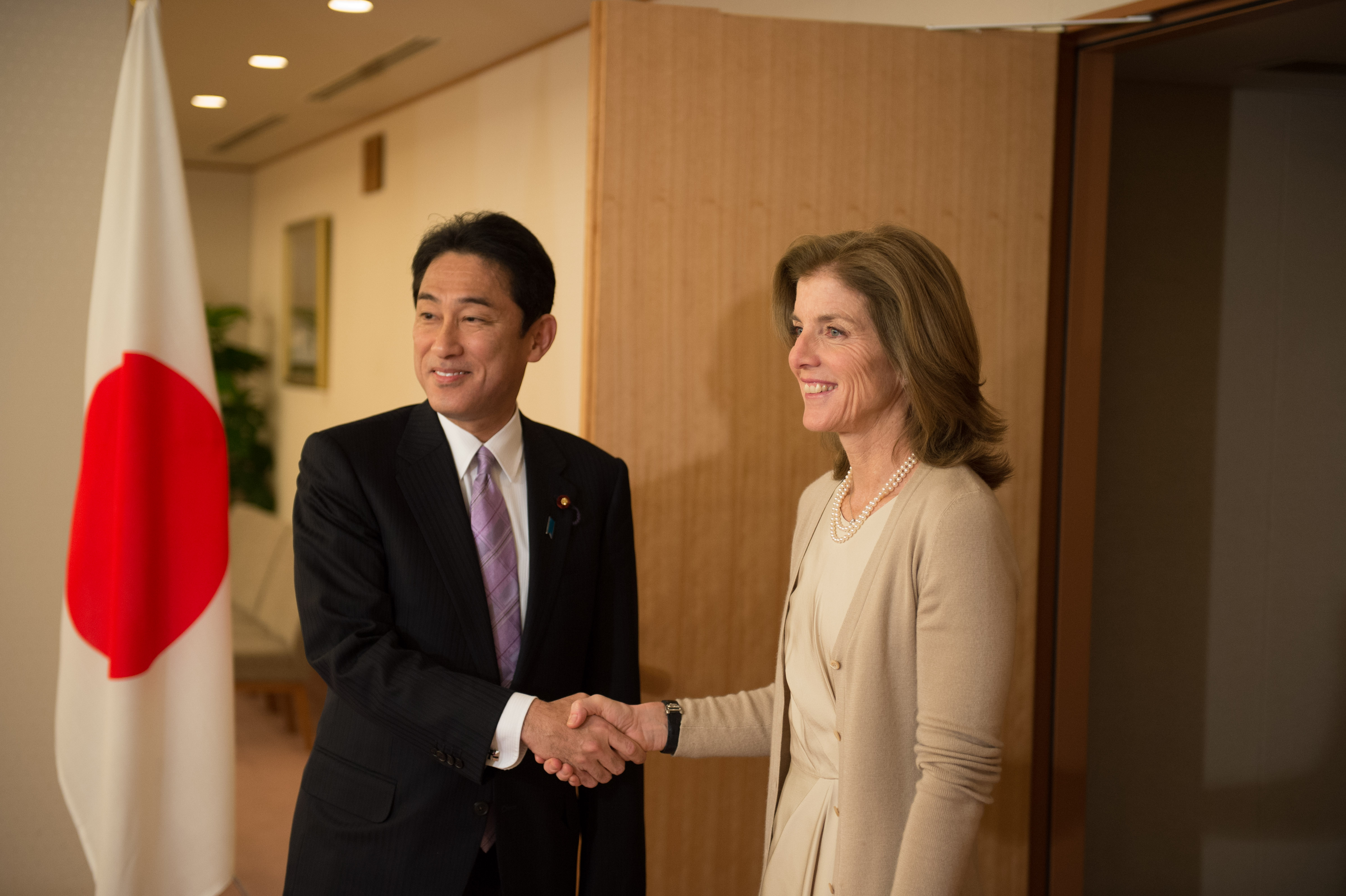
駐日アメリカ大使のケネディと日本外相の岸田。岸田は平和記念公園がある広島1区選出の衆議院議員でもある。

#### アメリカ政府
| 人物                   | 肩書                           | 備考             |
| ---------------------- | ------------------------------ | ---------------- |
| バラク・オバマ         | アメリカ合衆国大統領           |                  |
| キャロライン・ケネディ | 駐日アメリカ合衆国大使         |                  |
| スーザン・ライス       | 大統領補佐官                   |                  |
| ベン・ローズ           | 大統領副補佐官                 |                  |
| クリテンブリンク       | 国家安全保障会議アジア上級部長 |                  |
| シュロスバーグ         |                                | ケネディ大使の夫 |

#### 日本政府・自治体関係者
|                  | 人物         | 肩書                                        | 備考                                                                  |
| ---------------- | ------------ | ------------------------------------------- | --------------------------------------------------------------------- |
| 国会議員         | 安倍晋三     | 内閣総理大臣 自由民主党総裁 衆議院議員      |                                                                       |
| 国会議員         | 岸田文雄     | 外務大臣 広島1区選出衆院議員                | 自由民主党（自民党） オバマに対し、原爆ドームなどについて説明を行った |
| 国会議員         | 河井克行     | 内閣総理大臣補佐官 広島3区選出衆院議員      | 自民党                                                                |
| 国会議員         | 斉藤鉄夫     | 比例中国ブロック衆院議員 公明党税制調査会長 | 公明党                                                                |
| 国会議員         | 寺田稔       | 広島5区選出衆院議員 自民党国会対策副委員長  | 自民党                                                                |
| 国会議員         | 平口洋       | 環境副大臣 広島2区選出衆院議員              | 自民党                                                                |
| 国会議員         | 小島敏文     | 広島6区比例復活衆院議員                     | 自民党                                                                |
| 国会議員         | 高木義明     | 元文部科学大臣 衆院議員                     | 民進党                                                                |
| 国会議員         | 冨岡勉       | 文部科学副大臣 長崎1区衆院議員              | 自民党                                                                |
| 国会議員         | 大平喜信     | 比例中国ブロック衆院議員                    | 日本共産党                                                            |
| 国会議員         | 新谷正義     | 比例中国ブロック衆院議員                    | 自民党                                                                |
| 地方政治家       | 湯崎英彦     | 広島県知事                                  | [ 18 ]                                                                |
| 地方政治家       | 松井一実     | 広島市長 平和市長会議議長                   | [ 1 ]                                                                 |
| 地方政治家       | 中村法道     | 長崎県知事                                  | 広島と並ぶ被爆地・長崎の首長                                          |
| 地方政治家       | 田上富久     | 長崎市長                                    | 広島と並ぶ被爆地・長崎の首長                                          |
| 地方政治家       | 平田修己     | 広島県議会議長                              |                                                                       |
| 地方政治家       | 永田雅紀     | 広島市議会議長                              |                                                                       |
| 地方政治家       | 田中愛国     | 長崎県議会議長                              |                                                                       |
| 地方政治家       | 毎熊政直     | 長崎市議会議長                              |                                                                       |
| 政府・自治体職員 | 佐々江賢一郎 | 外務省在米日本大使                          |                                                                       |

#### 被爆者
- 坪井直（森滝市郎の後を継いだ日本原水爆被害者団体協議会（被団協）の代表委員）[19] - オバマとの対面時に、『よく来てくださいました』という感謝を伝えたいと述べていた[20]。
- 岩佐幹三（被団協の代表委員）[19]広島で被爆。
- 田中熙巳（被団協の事務局長）[19]長崎で被爆。
- 森重昭（歴史研究家） - 被爆した米兵捕虜の研究をしている[4]。
- 森佳代子（森重昭の妻）
- 岩竹恵美子（駐日米大使館の遺族）
- 深山英樹（広島商工会議所会頭。広島ガス社長）
- 伊東次男（原爆・米中枢同時テロの遺族）
- カノウヨリエ（在米被爆者日系三世）2歳で被爆。
- カノウトシハル（カノウヨリエの弟。在米被爆者）母親のお腹の中で被爆。

#### その他
- 上田恵三（長崎商工会議所会頭）
- 丹羽大貫（放射線影響研究所理事長）
- 岩竹恵美子の長女・長男
- 伊東次男の妻
- 他通訳2名、
- アメリカ政府関係者17名、
- 日本政府、広島県、広島市の関係者21名、
- 小・中・高・大学生20名

当初は元アメリカ兵捕虜の退役軍人団体「全米バターン・コレヒドール防衛兵の会」との対面や、元アメリカ兵捕虜の男性がオバマに同行することも検討されていた。日本被団協の代表委員を務める谷口稜曄も招待されたが入院のために欠席している。対面者選定は、アメリカ側による日米両国の関係者の対面により、「和解」のメッセージを発信したいとする意向であり、日本側の被爆者の面会の要望についてアメリカ政府が被爆者心情に配慮したためであると報じられた。広島4区選出の衆議院議員中川俊直は大韓航空2708便エンジン火災事故の影響で東京国際空港の滑走路が閉鎖し飛行機が欠航となったため、広島市を選挙区とする議員で唯一、一連の式典に出席できなかった。

### 2016年5月27日のタイムライン
この節において特記なき事項は下記いずれかの出典に基づく。時刻は日本標準時表記（UTC+9）。
- “What's Happening” (英語). the WHITEHOUSE. 2016年5月30日閲覧。
- “首相動静（5月27日）”. 朝日新聞. (2016年5月28日) 2016年5月30日閲覧。

- 10:13 - オバマと安倍が伊勢志摩サミットの最後の公式行事としてアウトリーチ会合に参加。
- 13:35 - オバマが一足早く中部国際空港（愛知県常滑市）からエアフォースワン（VC-25A・ボーイング747）で出発。
- 14:40 - オバマが岩国飛行場（アメリカ海兵隊・海上自衛隊岩国基地、山口県岩国市）に到着。オバマがアメリカ兵や基地を共用する海上自衛隊の隊員らに向けて演説を行う[22]。演説後、マリーンワン（VH-3D「シーキング」）で広島に向かう[23]。
- 14:51 - 安倍が伊勢志摩サミット議長会見を終えて陸上自衛隊のヘリコプターで志摩スペイン村臨時ヘリポートを出発。中部国際空港で航空自衛隊のC-1輸送機に乗り換えて同空港を発ち、岩国飛行場（海上自衛隊岩国基地）で陸上自衛隊のヘリコプターに乗り換えて旧広島市民球場跡地に向かう。
- 16:34 - 安倍が旧広島市民球場跡地に到着。広島平和記念公園に移動しオバマを待つ。
- 17:25 - オバマが広島平和記念公園に到着。安倍が出迎える。
- 17:27 - オバマと安倍が広島平和記念資料館を見学。（後述）
- 17:38 - オバマと安倍が原爆死没者慰霊碑に献花。
- 17:41 - 慰霊碑前でオバマ、安倍の順でそれぞれステートメントを発表。
- 18:06 - オバマと安倍が日本原水爆被害者団体協議会（被団協）代表委員の坪井直らと対話（後述）。
- 18:11 - オバマと安倍が原爆ドームを見学。外務大臣で広島1区選出の岸田文雄が同行。
- 18:14 - オバマが広島平和記念公園を離れ、安倍が見送る。オバマは再び岩国飛行場に向かい、VC-25Aでエルメンドルフ空軍基地（アラスカ州アンカレッジ）・アンドルーズ空軍基地（メリーランド州）経由でワシントンD.C.に戻る。見送った安倍は休憩の後、広島駅から東海道・山陽新幹線で名古屋市に向かう。

### 広島平和記念資料館見学と折り鶴

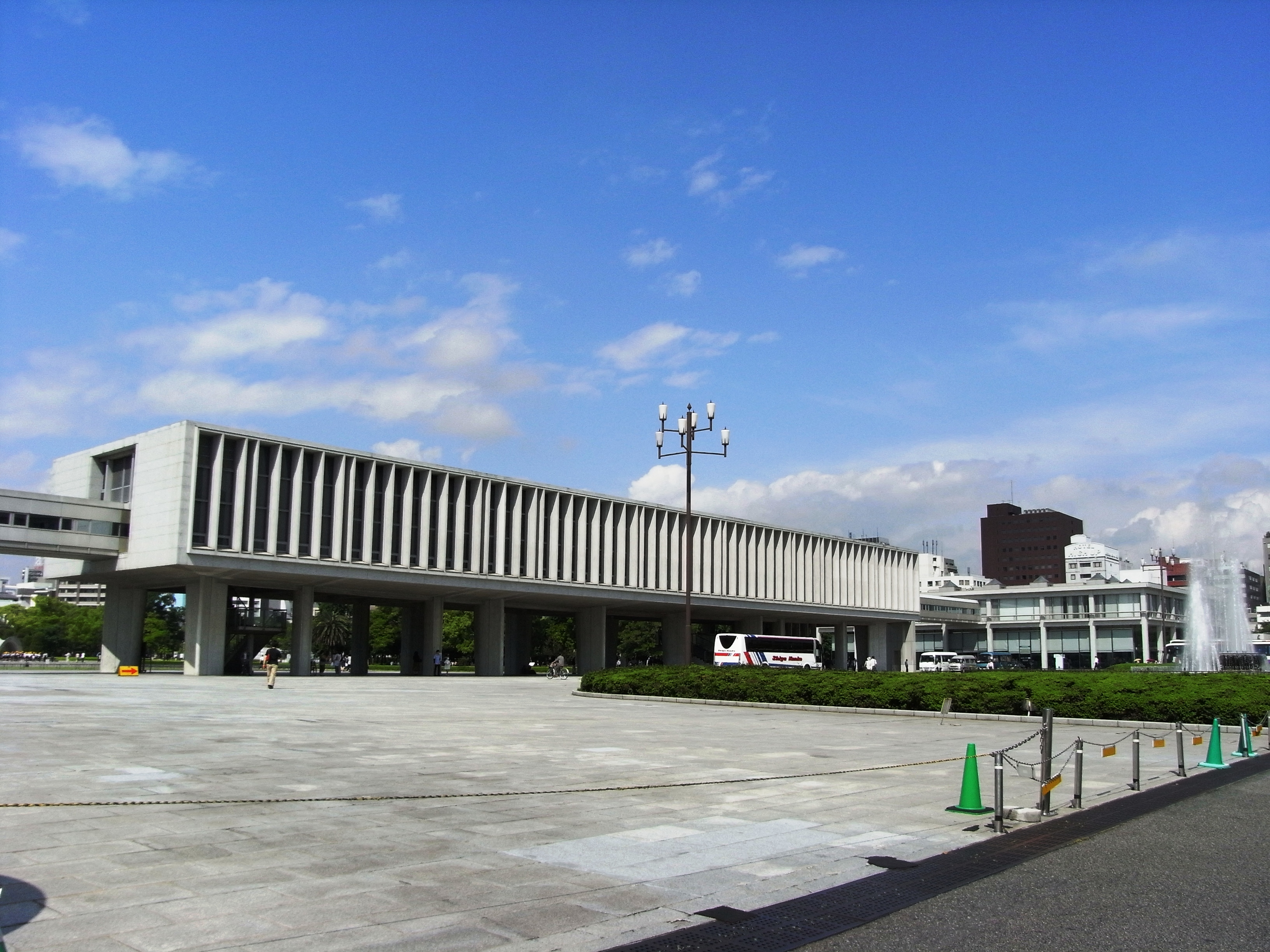
広島平和記念資料館

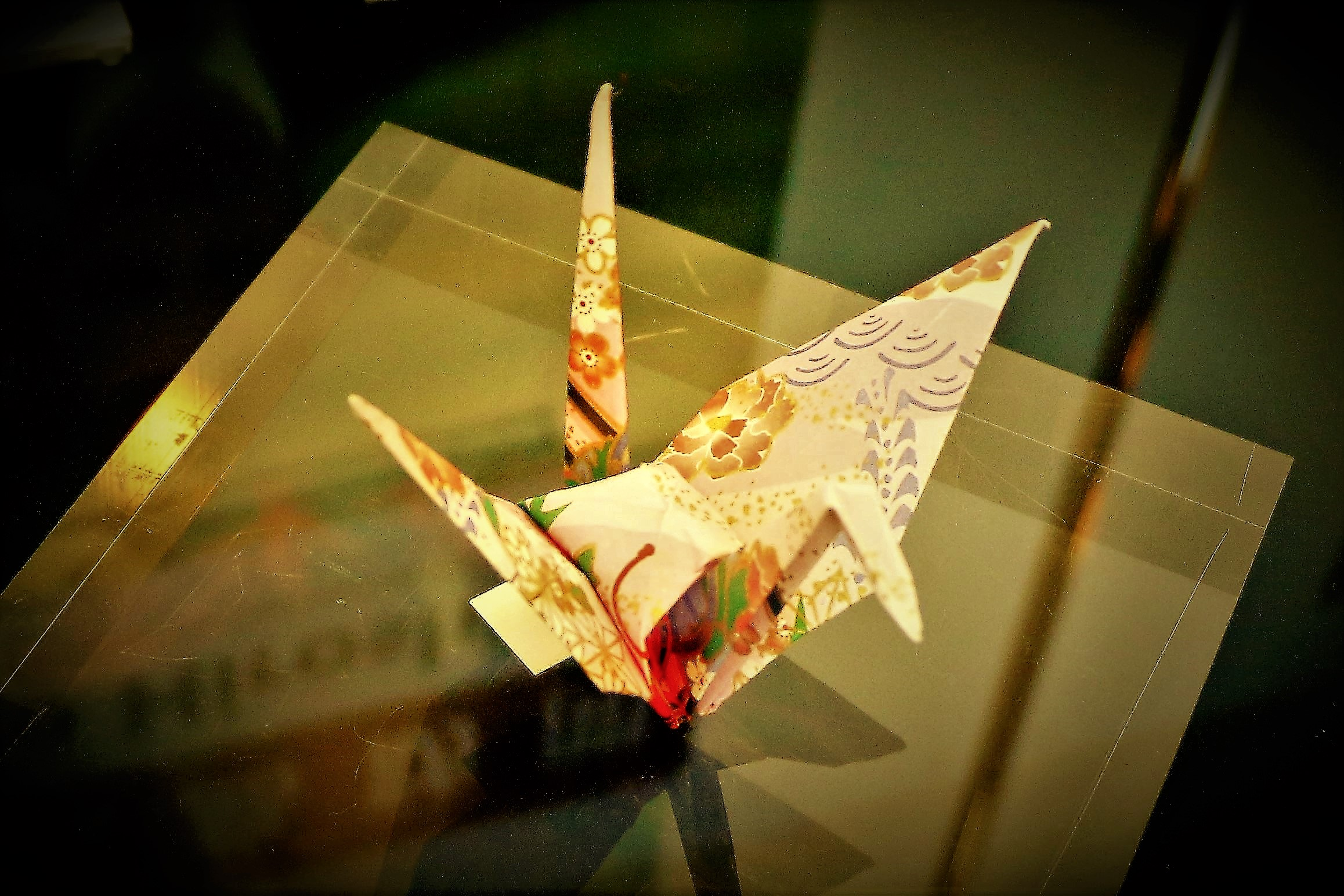
オバマが折って持参した折り鶴の1羽。

オバマは安倍と岸田の同行のもと、約5分にわたって広島平和記念資料館の展示資料を見学した。アメリカの国内世論に配慮して広島原爆の人的・物的被害に関する展示が中心の本館は避け西館のみの訪問にとどめたとされる。オバマは原爆の子の像のモデルである佐々木禎子の折り鶴に関心を示し、特別にアクリルケースを外して間近で見学すると、自ら持参したお手製の折り鶴を披露して被爆三世の吉島中3年花岡沙妃、中島小6年矢野将惇の小中学生2名に1羽ずつ渡した。その後、平山郁夫の陶壁画を見て広島平和文化センターの小溝奏義理事長より平山が被爆者であるとの説明を受けた。陶壁画の前で安倍総理と並んで芳名録に、「私たちは戦争の苦しみを経験しました。共に、平和を広め核兵器のない世界を追求する勇気を持ちましょう」と記すと、その上にも折り鶴2羽を置いた。オバマが折って持参した4羽の折り鶴は約10センチで、花柄模様入りの和紙で折られている。この青色やピンクの4羽の折り鶴は、訪問時に資料館へ寄贈されている。訪問翌日の28日には、「見たい」「どこに展示してあるのか」との問い合わせが相次いだという。2017年1月にはオバマが折った別の折り鶴が長崎市に贈られている。
なお、佐々木禎子の兄の佐々木雅弘と、日本への原爆投下を承認したアメリカ合衆国大統領であるハリー・S・トルーマンの孫のクリフトン・トルーマン・ダニエルらは、オバマの広島訪問に先立つ5月26日に、カリフォルニア州の博物館に禎子の折り鶴を寄贈する記念式典に出席し、ロサンゼルス郊外の学校で平和を訴える講演をしている。式典には200名ほどが参加し、佐々木雅弘は「この折り鶴は禎子が命をかけて折ったものです。ここにアンネの日記と一緒に置かれ、皆さんに将来に向けて何かを感じてもらえたら禎子も喜ぶと思います」と挨拶をした。
広島県・広島市・原爆資料館はそれぞれオバマに広島ゆかりの記念品を贈った。県は竹原市出身の文化功労者の陶芸家今井政之の「象嵌彩窯変鑛鶴　花壺」、市は三宅一生デザインの腕時計と紅葉柄の万年筆（呉市発祥のセーラー万年筆製）、原爆資料館は被爆写真集「ヒロシマを世界に」と被爆者が描いた画集「原爆の絵　ヒロシマを伝える」を贈った。

### オバマの演説

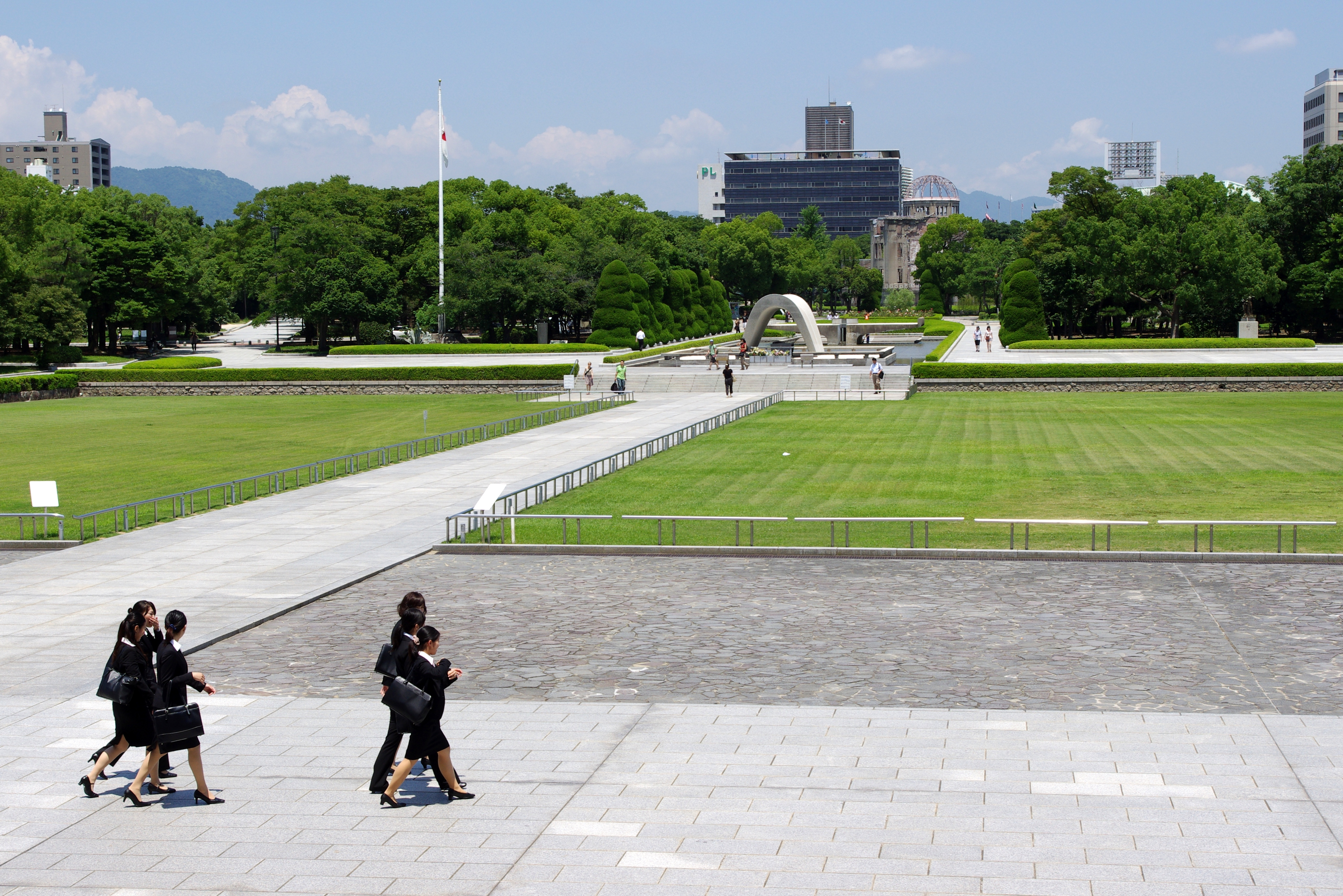
オバマと安倍が訪れて共に所信を表明した広島平和記念公園

5月10日に、ホワイトハウスから「原子爆弾投下に関する謝罪は行わない」とし、「核兵器なき世界の平和・安全保障を求める継続的なコミットメントを強調」するという声明が発表される。
オバマは27日当日のスピーチ直前まで演説を練っていた。当初は数分程度の「所感」を予定していたが、推敲の過程で17分の演説となった。なお大統領副補佐官のベン・ローズは、自身のブログにオバマの「広島演説」の手書き原稿の一部を公開した。
演説の骨子は、第二次世界大戦及び原子爆弾投下による犠牲者に哀悼の意を示した上で平和を希求し、核兵器廃絶を訴えるというものであった。オバマはスピーチが上手なことで知られるが、この演説も巧みであり、冒頭文より「空から死が降ってきて、世界は変わった（death fell from the sky and the world was changed）」と、文学的な描写で広島への原爆投下を表現した。
また、日本の被害的側面だけが強調されないように戦争自体が多大な犠牲者を生むことを示し、原爆犠牲者についても、日本国民のみならず、朝鮮半島出身者や被爆アメリカ兵捕虜にも言及している。原爆の投下正当性や謝罪等への言及は巧妙に避けられている。
プラハ演説でも見られるように、オバマは核兵器廃絶を指向しており、具体的な政策は提示しなかったが、本演説でも核兵器の恐怖を示し、改めて核兵器廃絶に触れている。

### 安倍晋三の演説
安倍はオバマの後に演説を行い、同様に核兵器廃絶に向けての意思を示している。演説の骨子は原爆犠牲者への哀悼の意に加えて、第二次世界大戦後に、両国の和解に尽力した日米両国の国民に謝意を示し、その結果、日米同盟が深化してきているとし、オバマが被爆地の広島を訪問したことに感謝し、核兵器廃絶と世界平和へ尽力するというものであった。

### 被爆者との対面

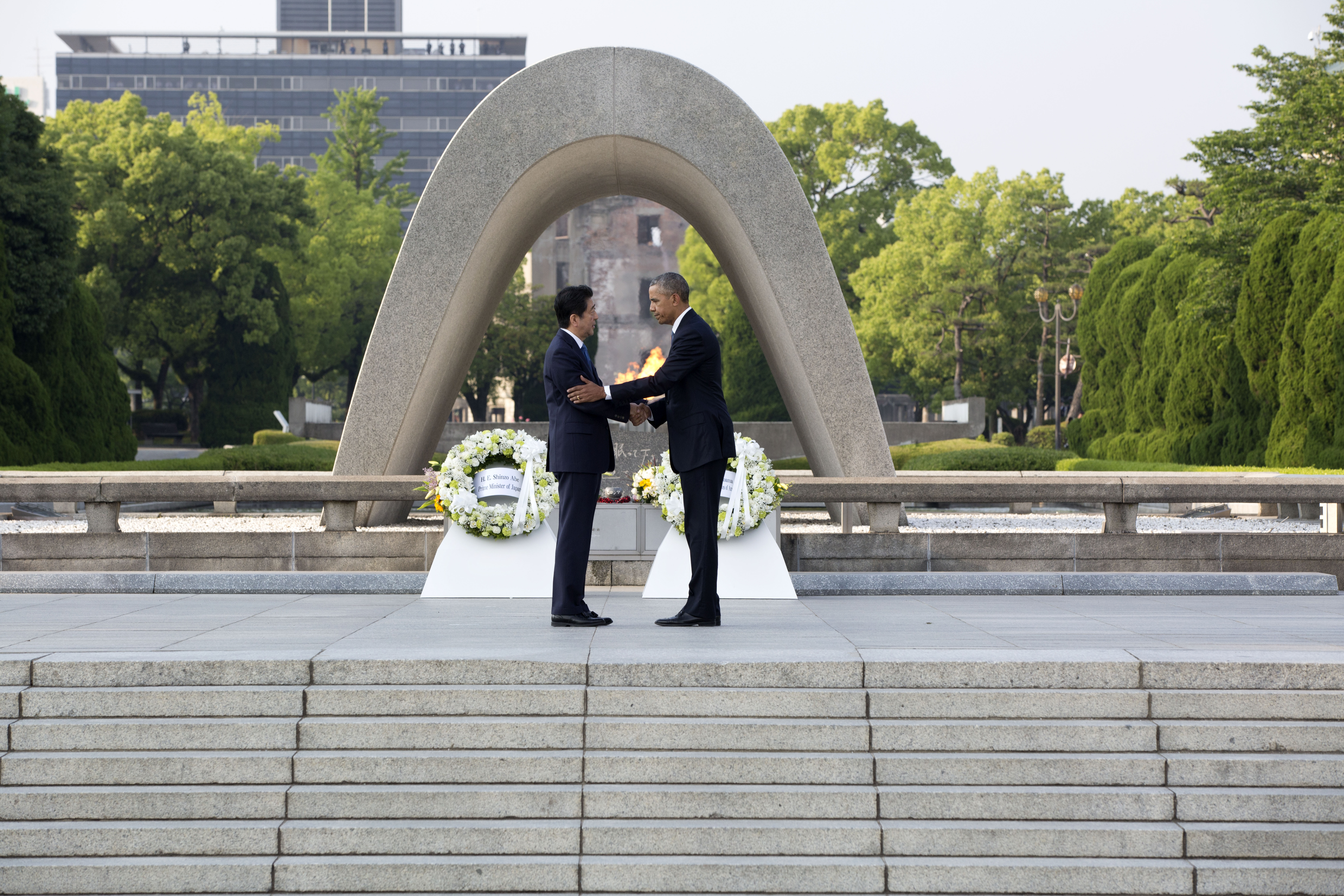
原爆死没者慰霊碑前に献花をしたオバマと固く握手を交わす安倍首相

オバマは原爆死没者慰霊碑前に献花をし、演説を終えると2名の被爆者のもとへ行き、握手をしながら通訳を交えて会話した。日本原水爆被害者団体協議会（被団協）代表委員の坪井直は、オバマに「大統領退任後も広島に来てください。核兵器のない世界に向けて、あなたとともに頑張ろうと思う」と訴えた。自らも被爆者で被爆したアメリカ兵捕虜の研究をしている森重昭は、「広島に来られて本当によかった」とオバマの訪問を歓迎し、熱い抱擁を交わした。オバマと森の抱擁写真は、ロイターから配信され、日米の多くの紙面のトップを飾った。
27日の対面後に広島市内で行われた記者会見にて、被団協代表委員の坪井はオバマに原爆投下について「米国を責めていないし、憎んでもいないと伝えた」、「これからが大事だ。『時々広島に来て』と言ったら、（オバマ氏の）握手が強くなった」、「（核廃絶への）一歩として評価したい」と述べている。

## 反響

### 政府・議員

#### 日本
安倍は伊勢志摩サミット議長をつとめた後の5月27日の午後に三重県志摩市内で記者会見し、オバマとともに広島を訪問することについて「被爆の実相を世界に発信することは、核兵器なき世界の実現へ大きな力となる」という見解を表明している。
民進党代表の岡田克也は「非常に良かった。（演説で）科学というのは核兵器のためではなく、平和のために使われなくてはいけないと言われたことは非常にオバマ氏らしい」と述べている。
広島県知事の湯崎英彦は、現職大統領の初訪問とスピーチに関し、「歴史的な一歩」と評価している。

#### 中国
外相の王毅は「広島は注目に値するが、南京はもっと忘れてはならない」と主張。中国人民解放軍制服組トップで中央軍事委員会副主席の范長竜は、日本軍が残した化学兵器の廃棄処理施設を視察したと発表。「日本は先の大戦で大量破壊兵器を使用した加害国だ」「日本は加害国として責任を免れることはできない」といった意見が聞かれた。

### メディア

#### 日本
『朝日新聞』は「天声人語」で「米国が世界が、核を見つめ直す道のりの大きな一歩になると信じたい」とし、戦争の記憶を語り継ぐことは「容易ではないが、けっして不可能ではない」と報じている。
『読売新聞』は上智大学教授の前嶋和弘による寄稿において、「オバマ大統領の所感は今、そして未来に生きる人たちへのメッセージとなった。今回の広島訪問は、オバマ大統領の政治的遺産（レガシー）の中でも最も大きなものの一つとして、歴史に残るものになるだろう。」と報じている。
『毎日新聞』は「今回の訪問で広島は核廃絶運動の拠点としての存在感を高めたが、核廃絶の理想と現実にはなお大きな隔たりがある」と報じている。
『産経新聞』はオバマが「自ら被爆地に足を運び、献花した」ことで、「日米関係を戦争の痛手から強固な同盟に変えた」ことを、任期中に行った「外交遺産」になり、日本を「米中共通の敵」とする「江沢民元中国国家主席の外交遺産を打ち砕く一撃」と評価している。江主席により「日本を戦争犯罪でたたき続けろ」という指示による中国の「外交遺産」とは異なり、「米国はたたきのめした相手国にわびることはしないし、日本も謝罪を求めるような品位のないことはしない。」とし、日米同盟が一段と強化されたと報じている。
『ニューズウィーク』日本版は、オバマの広島訪問と平和メッセージに関して、アメリカのテレビ・新聞はともに「予想以上に好意的に報じた」とし、「現在でも原爆投下の肯定論が根強い米世論を考えれば、慎重にタイミングを図ってきた今回の訪問は、結果として成功裏に進んだと言えるだろう」と報じている。
演説中継は、ローカル枠を休止し、NHK、日本テレビ（広島テレビ放送）、テレビ朝日（広島ホームテレビ）、TBS（中国放送）、フジテレビ（テレビ新広島）各局の全国ネットで放送され、普段は報道特別番組を放送しないテレビ東京も『特捜警察ジャンポリス』と『妖怪ウォッチ』を休止して中継を行う異例の事態となり、インターネット上で話題となった。

#### アメリカ
アメリカの主要局は、現地時間の4時台ではあったが、生中継でオバマの訪問を広島到着から献花、演説に至るまでのすべてを衛星中継した。献花の際には、CNNは「オバマ氏の和解のしるし」とテロップを画面に表示させた。安倍の言葉は全局では中継されることはなく、最も長く伝えたMSNBCも途中でスタジオ解説へと切り替わった。保守系のFoxニュースは「トルーマンの命令について謝罪せず」と表現し、式典終了前に話題を変えた。
アメリカの新聞社はトップニュースとして報道し、多くは「謝罪はなかった」と評価したが、27日付『ニューヨーク・ポスト』で、ブッシュ政権で国連大使を務めたジョン・ボルトンの寄稿を掲載し、「オバマ氏の恥ずべき謝罪ツアーが広島に到着した」との見出しで報じている。
アメリカ紙『ニューヨーク・タイムズ』（電子版）は、オバマの演説後に被爆者と抱擁しあったことを「心揺さぶられる瞬間」と表現し、オバマと安倍が献花後に交わした握手は「日米の特別な同盟関係を明確に示すものだ」と報じた。
アメリカ紙『ウォール・ストリート・ジャーナル』（電子版）は、「謝罪との受け止めを避けたいオバマ氏は被爆者と私的な場で会わず、公衆の場での短時間の会話に留めた」とし、「原爆資料館訪問も簡単なものだった」と報じた。
アメリカ紙『ワシントン・ポスト』（電子版）は、オバマは「核軍縮と不拡散に向けた米国の決意を改めて示すこと」が狙いであったと報じた。
アメリカ紙『USAトゥデイ』（電子版）は、オバマの折り鶴のエピソードについて「象徴的な振る舞い」とし、禎子さんの折り鶴は「核戦争の痛切さの重要な象徴」と報じている。
朝4時台の出来事であり、当日の新聞には間に合わないため、紙面での報道は翌日の「土曜日週末版」での扱いとなった。オバマの訪問のニュースは一斉に各紙のトップページを飾り、『ニューヨーク・タイムズ』は「オバマ大統領と安倍首相の握手」の写真を掲載し、保守系の『ウォール・ストリート・ジャーナル』は、オバマと森の抱擁シーンの大きなカラー写真がトップを飾った。

#### イギリス
イギリスのBBC（電子版）は「サダコと折り鶴」と題する記事を掲載し、折り鶴の折り方を説明する動画を紹介して、「今、折り鶴は平和の象徴」と報じている。

#### 韓国
所感で韓国人犠牲者について言及こそしたものの、韓国人被爆者を誰一人平和公園内に招待せず、原爆慰霊碑から150メートルほどの距離にある韓国人慰霊碑には訪れもしなかった。さらには韓国人死者を数千人と所感で延べたこと（韓国政府の公式資料では韓国人死者は3万人としている）について韓国メディアは、「オバマの錯覚」と問題視し失望の声が上がった。『東亜日報』は「日本の“戦争被害国イメージ”を政治的に利用しようとする安倍政権に免罪符を与えたのにほかならない」と批判。『朝鮮日報』はオバマと坪井直との抱擁シーンを紹介し、「将来的に安倍首相が韓国を訪れ、元慰安婦と会うことはできないだろうか」とコラムに寄せた。

#### 北朝鮮
『朝鮮中央通信』は、アメリカに対して「広島訪問は核犯罪者としてのアメリカの正体を覆い隠そうとするもので、幼稚な政治的計算」と非難。日本に対しては「戦犯者から被爆者に化け、過去の侵略戦争を覆い隠す外交演技だ」と報じた。

### 民間

#### 日本
オバマ訪問前に、NHKが広島県内の被爆者321人にアンケートを郵送し、72％の231人から回答を得た結果によると、9割を超える人がオバマの広島訪問について、「評価できる」、「どちらかといえば、評価できる」と回答しており、「どちらかといえば、評価できない」は6人で3％、「評価できない」は2人で1％であった。評価の理由は、「被爆の実態を見ることに意義がある」、「アメリカ国内で反対の世論があるなかで訪問を決断したから」というコメントが見られた。
共同通信社が2016年5月28-29日に行った広島訪問に関する全国電話世論調査では98.0%が「よかった」と回答し、日本経済新聞とテレビ東京が5月27-29日に行った電話世論調査では92%が「評価する」と回答している。
中国新聞社が2016年6月に全国の日本被団協を構成する44団体と中国5県の被爆者団体77団体中71団体の協力を得たアンケートにおいて、9割の被爆者団体が広島訪問を評価した（とても意味があった44.8％、まあ意味があった44.8％、あまり意味がなかった7.6％、全く意味がなかった1％、どちらともいえない1.9％）。
広島市立大学広島平和研究所の副所長をつとめる水本和実は、被爆者の期待の大きさについて、「被爆の現実を見て理解してもらい、具体的なアクションにつなげてほしい」という気持ちの表れとし、「謝罪を求める意見が少ないのは単純に忘れたとか許したのではなく、魂に染みついた悲惨な体験だから本当は許せないが、それだけでは前に進めないと悩んだ挙げ句の結論」としている。
姉を原爆で亡くしている張本勲は2016年5月29日放送分の『サンデーモーニング』で、原爆投下を決して許すことはできない、個人の問題だと断った上で「良かったねぇ。ホッとしましたよ」「個人的にはね、安倍ちゃんが総理で良かったね。あぁ、この国を守ってくれるから」「（安倍首相がオバマ大統領と）並んでいても遜色ないもんね。良かったと思いますよ」とオバマの訪問を前向きに受け止めているとコメントした。
一方、同じく妹を原爆で亡くし、自身も被爆直後の広島の惨状を目撃した、『夢千代日記』など被爆者の人生を描いた作品で知られる作家の早坂暁は「具体的にどれだけの覚悟があるのかみせてほしい。原爆を投下した事実を過ちとして認めるべきだった」「語り口はまるで詩人のようだが、原爆を天から降らせたのはアメリカだ。今や核を持つ国々が増えて、制止することもできないが、現在の危機的な状況を作り出したのは誰なのか。それを率直に語りもせず、本当に広島に来るだけの覚悟があったのかと言いたい」と批判した。
また長崎の被爆者からは、長崎市訪問が実現しなかったことや謝罪の言葉も無く、2009年のプラハ演説から進歩がないどころか包括的核実験禁止条約は今も批准せず、具体的な核廃絶に向けた提案なども示さなかったことについて失望の声も見られた。

## 影響

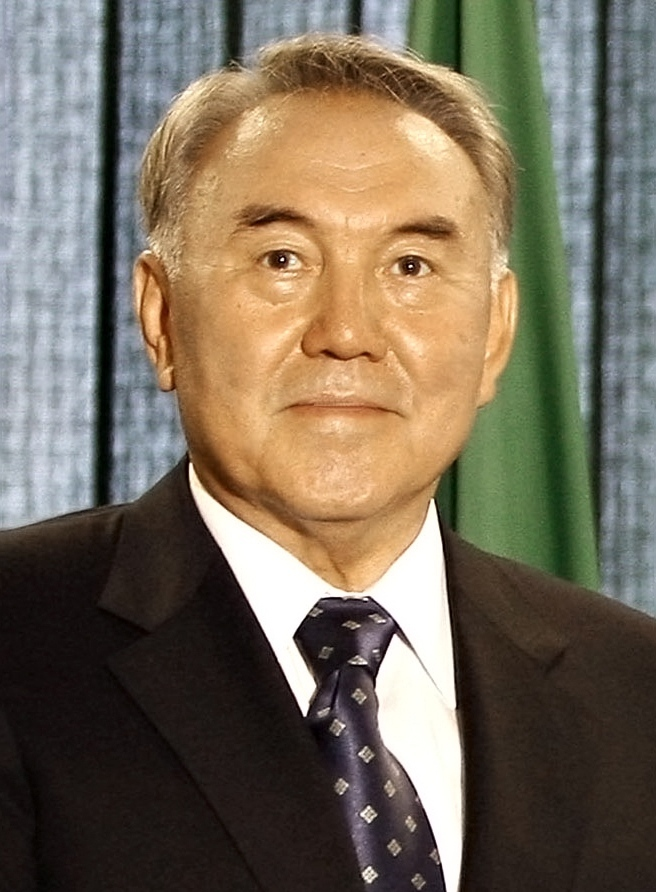
カザフスタン大統領のナザルバエフ。ソビエト連邦時代に核実験が繰り返されたカザフスタンには、120万人もの「ヒバクシャ」が存在する。

当時アメリカと対立していたロシアはオバマの広島訪問を受けて、ロシア連邦大統領ウラジーミル・プーチンの側近の国家院（下院）議長セルゲイ・ナルイシキンが広島訪問を計画した。しかし日程が折り合わず、代わりにワレンチナ・マトヴィエンコ連邦院（上院）議長が長崎を訪問した。長崎を訪れたマトヴィエンコは「機会ができたら長崎を訪れたい」というプーチンの意向を語った。このほかにも2016年には、カザフスタン大統領のヌルスルタン・ナザルバエフやスイス連邦議会議長のラファエル・コントが広島を、ドイツ大統領のヨアヒム・ガウクが長崎を訪れた。このように要人が相次いで訪れたのは、オバマの広島訪問が影響を与えたとする見方がある。
一般の外国人観光客も増加し、2016年上半期に広島県内で宿泊した外国人観光客は約44万人に上り、前年比34%増にも上った。これは同時期の日本平均と比べて2倍を超える増加率となっている。また、オバマが訪れた直後の平和記念資料館は前年と比べ来館者が倍増し、資料館への問い合わせも相次いだ。
日本の中央政界では、広島外相サミットとオバマの広島訪問を実現・成功させた外相の岸田文雄に対する評価が高まり、次期首相の有力候補とみなされるようになった。